# Ulster Senior Club Football Championship
L'Ulster Senior Club Football Championship è un torneo annuale di calcio gaelico che si tiene nell'Ulster, provincia irlandese. A parteciparvi sono tutti i club della provincia ad avere vinto il torneo della propria contea. I vincitori del torneo accedono alle semifinali dell'All-Ireland Senior Club Football Championship, dove sfidano le vincitrici delle altre tre province. I campioni in carica sono i Crossmaglen Rangers di Kerry, che sono anche la squadra più titolata.

## Vincitori
|    | Anno                | Vittoria | Anno vittoria                                         | Ultima finale persa |
| -- | ------------------- | -------- | ----------------------------------------------------- | ------------------- |
| 1  | Crossmaglen Rangers | 9        | 1996, 1998, 1999, 2004, 2006, 2007, 2008, 2010, 2011. | N/A                 |
| 2  | Burren              | 5        | 1983, 1984, 1985, 1987, 1988                          | 2011                |
| 3  | Bellaghy            | 4        | 1968, 1971, 1994, 2000                                | 1998                |
|    | Scotstown           | 4        | 1978, 1979, 1980, 1989                                | 1985                |
| 5  | Clan na Gael        | 3        | 1972, 1973, 1974                                      | 1971                |
|    | St. Galls           | 3        | 1982, 2005, 2009                                      | 2007                |
| 7  | Bryansford          | 2        | 1969, 1970                                            | N/A                 |
|    | Ballinderry         | 2        | 1981, 2001                                            | 2008                |
|    | Castleblayney       | 2        | 1986, 1991                                            | 1975                |
|    | Lavey               | 2        | 1990, 1992                                            | N/A                 |
|    | Errigal Ciaran      | 2        | 1993, 2002                                            | 2000                |
| 12 | St. Joseph's        | 1        | 1975                                                  | 1973                |
|    | Ballerin            | 1        | 1976                                                  | N/A                 |
|    | St. John's          | 1        | 1977                                                  | 1984                |
|    | Mullabawn           | 1        | 1995                                                  | N/A                 |
|    | Dungiven            | 1        | 1997                                                  | N/A                 |
|    | An Lúb              | 1        | 2003                                                  | 2009                |

### Per contea
| # | Contea         | Titoli dell'Ulster | Ultimi vincitori          |
| - | -------------- | ------------------ | ------------------------- |
| 1 | Armagh clubs   | 13                 | Crossmaglen Rangers, 2011 |
| 2 | Derry clubs    | 11                 | An Lúb, 2003              |
| 3 | Down clubs     | 6                  | Burren, 1988              |
|   | Monaghan clubs | 6                  | Castleblayney, 1991       |
| 5 | Antrim clubs   | 4                  | St. Galls, 2009           |
| 6 | Tyrone clubs   | 2                  | Errigal Ciaran, 2002      |
| 7 | Donegal clubs  | 1                  | St. Josephs, 1975         |

Nessun club da Fermanagh o Cavan ha mai vinto il titolo.

## Albo d'oro
| Anno | Vincitore                | Contea   | Finalista            | Contea    |
| ---- | ------------------------ | -------- | -------------------- | --------- |
| 2011 | Crossmaglen Rangers 2-11 | Armagh   | Burren 0-10          | Down      |
| 2010 | Crossmaglen Rangers 2-09 | Armagh   | Naomh Conaill 0-10   | Donegal   |
| 2009 | St. Galls 0-16           | Antrim   | An Lúb 0-05          | Derry     |
| 2008 | Crossmaglen Rangers 0-12 | Armagh   | Ballinderry 1-04     | Derry     |
| 2007 | Crossmaglen Rangers 1-09 | Armagh   | St. Galls 1-06       | Antrim    |
| 2006 | Crossmaglen Rangers 0-05 | Armagh   | Ballinderry 0-02     | Derry     |
| 2005 | St. Galls 1-08           | Antrim   | Bellaghy 0-08        | Derry     |
| 2004 | Crossmaglen Rangers      | Armagh   | Mayobridge           | Down      |
| 2003 | An Lúb                   | Derry    | St. Galls            | Antrim    |
| 2002 | Errigal Ciaran           | Tyrone   | Enniskillen Gaels    | Fermanagh |
| 2001 | Ballinderry              | Derry    | Mayobridge           | Down      |
| 2000 | Bellaghy                 | Derry    | Errigal Ciaran       | Tyrone    |
| 1999 | Crossmaglen Rangers      | Armagh   | Enniskillen Gaels    | Fermanagh |
| 1998 | Crossmaglen Rangers      | Armagh   | Bellaghy             | Derry     |
| 1997 | Dungiven                 | Derry    | Errigal Ciaran       | Tyrone    |
| 1996 | Crossmaglen Rangers*     | Armagh   | Bellaghy             | Derry     |
| 1995 | Mullabawn                | Armagh   | Bailieboro           | Cavan     |
| 1994 | Bellaghy                 | Derry    | Clontibret O'Neills  | Monaghan  |
| 1993 | Errigal Ciaran           | Tyrone   | Downpatrick          | Down      |
| 1992 | Lavey*                   | Derry    | Burren               | Down      |
| 1991 | Castleblayney Faughs     | Monaghan | Killybegs            | Donegal   |
| 1990 | Lavey                    | Derry    | Kingscourt           | Cavan     |
| 1989 | Scotstown                | Monaghan | Coalisland Na Fianna | Tyrone    |
| 1988 | Burren                   | Down     | Pearse Óg            | Armagh    |
| 1987 | Burren                   | Down     | Kingscourt           | Cavan     |
| 1986 | Castleblayney Faughs     | Monaghan | Burren               | Down      |
| 1985 | Burren                   | Down     | Scotstown            | Monaghan  |
| 1984 | Burren                   | Down     | St John's            | Antrim    |
| 1983 | Burren                   | Down     | St. Galls            | Antrim    |
| 1982 | St. Galls                | Antrim   | Roslea Shamrocks     | Fermanagh |
| 1981 | Ballinderry              | Derry    | Burren               | Down      |
| 1980 | Scotstown                | Monaghan | St John's            | Antrim    |
| 1979 | Scotstown                | Monaghan | Carrickcruppin       | Armagh    |
| 1978 | Scotstown                | Monaghan | St John's            | Antrim    |
| 1977 | St John's                | Antrinm  | Cavan Gaels          | Cavan     |
| 1976 | Ballerin                 | Derry    | Clan na nGael        | Armagh    |
| 1975 | St Joseph's              | Donegal  | Castleblayney Faughs | Monaghan  |
| 1974 | Clan na nGael            | Armagh   | Trillick             | Tyrone    |
| 1973 | Clan na nGael            | Armagh   | St Joseph's          | Donegal   |
| 1972 | Clan na nGael            | Armagh   | Ardboe               | Tyrone    |
| 1971 | Bellaghy                 | Derry    | Clan na nGael        | Armagh    |
| 1970 | Bryansford               | Down     | Newbridge            | Derry     |
| 1969 | Bryansford               | Down     | Crosserlough         | Cavan     |
| 1968 | Bellaghy                 | Derry    | St Joseph's          | Donegal   |

* Dopo replay.